# Ravinder Pal Singh
Ravinder Pal Singh (* 6. September 1960 in Sitapur; † 8. Mai 2021 in Lucknow) war ein indischer Hockeyspieler.
Singh nahm mit der Indischen Hockeynationalmannschaft an den Olympischen Spielen 1980 in Moskau und 1984 in Los Angeles teil. 1980 wurde die Mannschaft Olympiasieger und 1984 belegte sie den fünften Platz.
Am 8. Mai 2021 starb Singh im Alter von 60 Jahren während der COVID-19-Pandemie in Indien an den Folgen einer SARS-CoV-2-Infektion.